# رود اسکوکل

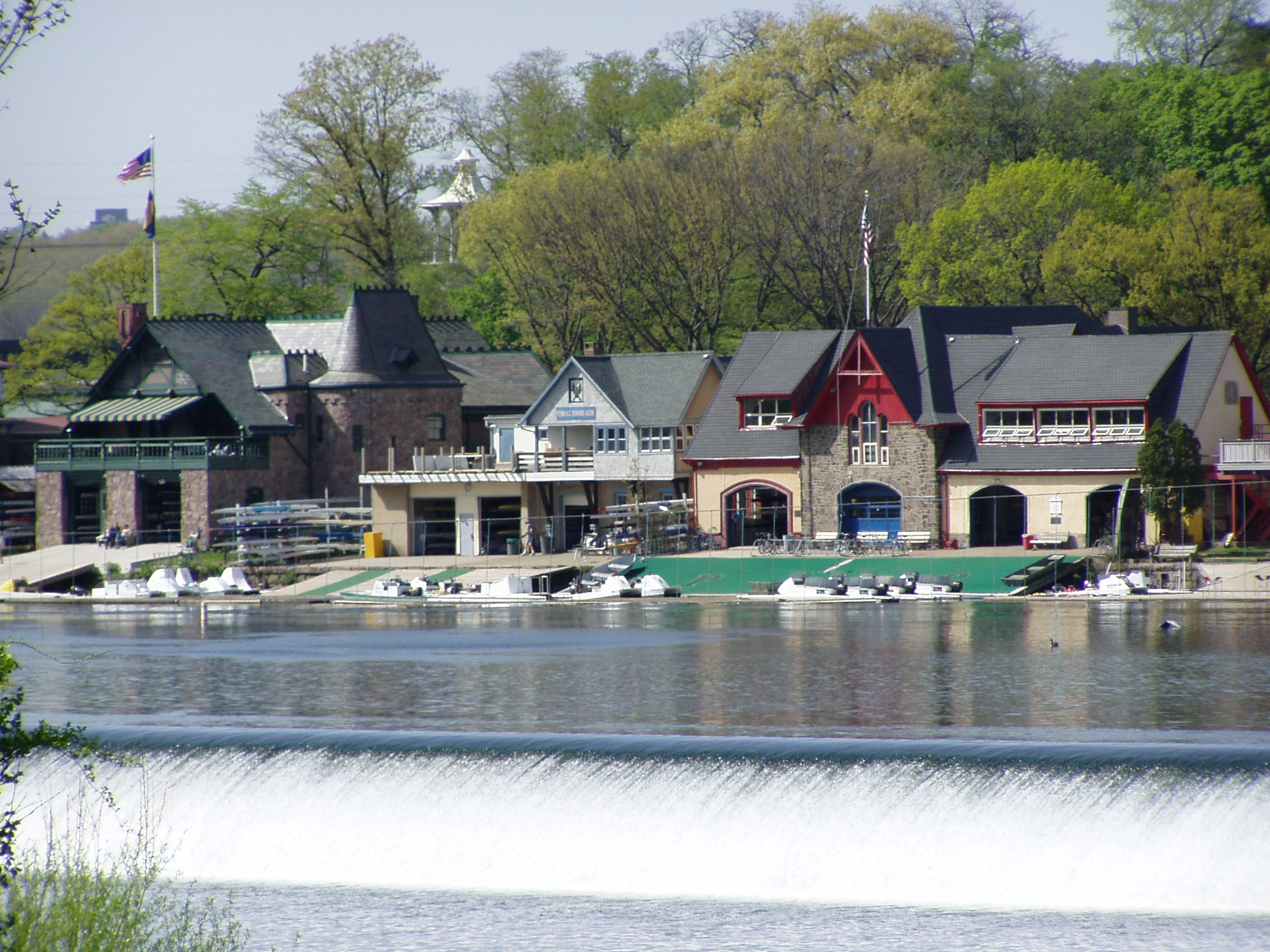

رود اسکولکل یا رود اسکوکل (به انگلیسی: Schuylkill River) از رودهای مهم پنسیلوانیا و رودیست که از فیلادلفیا می‌گذرد. این رود ۲۰۹ کیلومتر طول داشته و به اقیانوس اطلس می‌ریزد.